# Rosa Real Mateo de Nieto
Rosa Real Mateo de Nieto (San Bartolo Coyotepec, Oaxaca, México, 1900 - ídem,1980) conocida como Doña Rosa fue una artesana mexicana a quien al parecer se debe la recuperación de la primitiva técnica del barro negro asfixiando durante la cocción las piezas elaboradas.
La riqueza arqueológica mexicano ofrece numerosas muestras de cerámica gris y negra, continuada como parte de la artesanía tradicional de los zapotecas y mixtecos de la zona del Valle Central. Se especula que la cerámica de barro negro fuera mate y grisácea en su origen, aunque también es posible que con el paso de los siglos haya perdido el pulido. El resultado, no obstante es siempre una cerámica más resistente. En San Bartolo, localidad donde trabajó doña Rosa, el barro negro se venido utilizado para hacer grandes cántaros para almacenar y transportar líquidos, incluyendo el mezcal.
En la década de 1950, doña Rosa “descubrió” que podía mejorar el brillo de las piezas puliéndolas con una piedra de cuarzo para comprimir la superficie, y cociendolas luego a una temperatura ligeramente inferior a las que se someten las piezas tradicionales. El atractivo brillo resultante llamó la atención de los coleccionistas de arte popular mexicano, como Nelson Rockefeller, quien promovió esta cerámica en los Estados Unidos. Al mejora la apariencia se ha perdido durabilidad, de ahí que silbatos, flautas, campanas, máscaras, lámparas y figuras de animales que ahora se fabrican con fines decorativos hayan sustituido a las vasijas utilitarias.
Doña Rosa murió en 1980, continuando su familia con el taller, en la misma casa familiar.